# Shane Gould
Shane Gould (n. 23 noiembrie 1956, Sydney, Noul Wales de Sud, Australia) este o înotătoare australiană, medaliată olimpică. A participat la o ediție a Jocurilor Olimpice (1972) în care a câștigat 4 medalii de aur, o medalie de argint și o medalie de bronz.